# Brent (Florida)
Brent és una concentració de població designada pel cens dels Estats Units a l'estat de Florida. Segons el cens del 2000 tenia 22.257 habitants.

## Demografia
Segons el cens del 2000, Brent tenia 22.257 habitants, 7.008 habitatges, i 4.800 famílies. La densitat de població era de 823,1 habitants per km².
Dels 7.008 habitatges en un 32,9% hi vivien nens de menys de 18 anys, en un 41,7% hi vivien parelles casades, en un 22,1% dones solteres, i en un 31,5% no eren unitats familiars. En el 25,3% dels habitatges hi vivien persones soles el 8,7% de les quals corresponia a persones de 65 anys o més que vivien soles. El nombre mitjà de persones vivint en cada habitatge era de 2,6 i el nombre mitjà de persones que vivien en cada família era de 3,12.
Per edats la població es repartia de la següent manera: un 23,8% tenia menys de 18 anys, un 24,1% entre 18 i 24, un 23,4% entre 25 i 44, un 17,2% de 45 a 60 i un 11,4% 65 anys o més.
L'edat mediana era de 27 anys. Per cada 100 dones de 18 o més anys hi havia 78,9 homes.
La renda mediana per habitatge era de 27.488 $ i la renda mediana per família de 31.250 $. Els homes tenien una renda mediana de 26.390 $ mentre que les dones 18.637 $. La renda per capita de la població era d'11.774 $. Entorn del 20,5% de les famílies i el 24,5% de la població estaven per davall del llindar de pobresa.

## Poblacions més properes
El següent diagrama mostra les poblacions més properes.